# 李陽 (ラグビー選手)
李 陽（り よう、拼音: Lǐ Yáng、1984年9月29日 - ）は、中国のラグビーユニオン選手。

## プロフィール
- 甘粛省出身。
- ポジションはウィング(WTB)。

## 略歴
甘粛省蘭州市出身。中学までは陸上競技をしており、全国大会では三段跳びで2位を獲得するなど活躍。中国農業大学入学後、教師の薦めもあり、ラグビーを始めた。北京当局では15人制は殆ど行われておらず、7人制ラグビーで頭角をあらわし、2004年に代表初選出。大学院修了までは中国農業大学でプレー、修了後は北京市管轄のチームでプレーを続けていた。
近鉄のバックスコーチジョン・マルビヒルと共通の友人がいたことが縁となり、2011年よりトップリーグの近鉄ライナーズに入団。2011-2012シーズンでは7試合の出場であったが、100mを10秒6で走れる俊足を生かし、チーム内のラインブレイク回数がトップであった。2015年に退団した。